# کوین امبابو
کوین امبابو (انگلیسی: Kevin Mbabu؛ زادهٔ ۱۹ آوریل ۱۹۹۵) بازیکن فوتبال اهل سوئیس است که در باشگاه فوتبال سیون بازی می کند.
از باشگاه‌هایی که در آن بازی کرده‌است می‌توان به رنجرز، سروت، نیوکاسل یونایتد، و یانگ بویز اشاره کرد.
وی همچنین در تیم ملی فوتبال سوئیس بازی کرده‌است.